# Кракатау
Краката́у (индон. Krakatau) — действующий вулкан в Индонезии, расположенный на Малайском архипелаге в Зондском проливе, между островами Ява и Суматра.
Мощнейшее извержение 1883 года разрушило вулкан, превратив его в группу мелких островов. Позже на этом месте образовался новый вулканический кратер — Анак-Кракатау.

## История
Кракатау — типичный стратовулкан, поэтому всегда извергался в сопровождении мощнейших взрывов и выбросов огромного количества пепла. Изучение вулкана и прилегающих районов установило следы мощных доисторических извержений. По предположениям вулканологов, одно из мощнейших извержений произошло в 535 году. Это извержение привело к глобальным климатическим последствиям на Земле, что отмечено дендрохронологами, изучившими годичные кольца древних деревьев в разных районах планеты. По некоторым предположениям, это извержение, сопровождавшееся обрушением крупного участка поверхности, образовало Зондский пролив, разделив острова Ява и Суматра.
Наиболее известные извержения Кракатау в исторический период состоялись в 1680 и 1883 годах. Последнее извержение практически уничтожило остров, на котором располагался вулкан.

### Извержение V—VI века н. э.
В 416 году или 535 году произошло катастрофическое извержение, явившееся одной из причин климатических изменений на планете, вызвавших похолодание более чем на 10 лет.
Яванская Книга Царей (Параратон), сборник исторических традиций (1869 года) из Центральной Явы, записывает, что в 338 году Шака (416 г. н. э.):
Громовой звук был слышен с горы Батувара [теперь называемой Пулосари, потухший вулкан в Бантаме, ближайший к Зондскому проливу], на который ответил аналогичный шум из Капи, лежащего к западу от современного Бантама [Бантен — самая западная провинция на Яве, так что это, по-видимому, указывает на то, что имеется в виду Кракатау]. Большой пылающий огонь, достигший неба, вышел из последней названной горы; весь мир был сильно потрясён и гремел сильный гром, сопровождавшийся проливным дождем и бурями, но этот проливной дождь не только не погасил извержения огня горы Капи, но увеличил огонь; шум был страшный, наконец гора Капи с огромным грохотом разлетелась на куски и погрузилась в самую глубокую землю. Вода моря поднялась и затопила сушу, страна к востоку от горы Батувара, до горы Раджабаса [самый южный вулкан на Суматре], была затоплена морем; жители северной части Зондской страны до горы Раджабаса были утоплены и сметены со всем имуществом… Вода отступила, но земля, на которой стоял Капи, стала морем, а Ява и Суматра разделились на две части.

Реконструкция температуры по данным ледниковых кернов из Центральной Гренландии. Резкое похолодание начинается ок. 420 года.

Параратон не опирается на первоисточники для описания этого события, и его историческая достоверность весьма сомнительна. Поэтому невозможно проверить его описание этого извержения. Нет никаких геологических доказательств, подтверждающих это извержение. По мнению Киса и Волеца, может случиться так, что рассказ о Параратоне, чьи первые рукописи были написаны в конце пятнадцатого века, содержит ошибку в дате и фактически относится к извержению, которое произошло в феврале 535 года. Согласно Вохлецу вулкан Кракатау тогда занимал нынешний Зондский пролив. Именно во время огромного извержения, соответствующего выбросу 200 км³ магмы, оно оставило бы кальдеру диаметром 50 км, нынешний пролив, разделяющий два острова — Ява и Суматра. Атмосферные возмущения, возникшие в результате такого извержения, могут объяснить хорошо засвидетельствованные климатические аномалии в нескольких местах на планете около 535 года: глобальные изменения климата 535—536 годов. По словам Киса, радиоактивные осадки от извержения затмили бы всю Землю в течение как минимум двух лет с этой даты. Это извержение выпустило бы в стратосферу столько пыли, воды, серы и газа, что на нашей планете в течение нескольких лет царила бы вулканическая зима. Проекты бурения в Зондском проливе исключили любую возможность того, что извержение произошло в 535 году нашей эры.
Имеется ряд исторических свидетельств, описывающих само извержение, и последовавшие за ним климатические изменения. Шум от извержения был слышен в Китае. В «Истории Южных династий» сказано, что «жёлтая пыль сыпалась, как снег».

### Извержение 1883 года
В 1883 году произошло катастрофическое извержение, уничтожившее бо́льшую часть острова.
Значительная часть конуса вулкана, достигавшего ранее высоты 2000 м, была разрушена. Горные породы и вулканический пепел достигли разреженных слоёв атмосферы на высоте 55 км и разлетелись в радиусе до 500 км на территории площадью около 800 тыс. км². Сила извержения по шкале извержений составила 6 баллов. В результате извержения и вызванного им цунами высотой около 20 метров на соседних островах погибло 36 тыс. человек.
Сила взрыва вулкана оценивается в 100—200 мегатонн тротила, что более чем в 10 тысяч раз превышает силу взрыва, уничтожившего Хиросиму.
От острова после взрыва осталось три небольших части — острова Раката, Сертунг и Раката-Кечил. Площадь островов 10,5 км². Наивысшая точка — на острове Раката, 813 метров.

## Анак-Кракатау

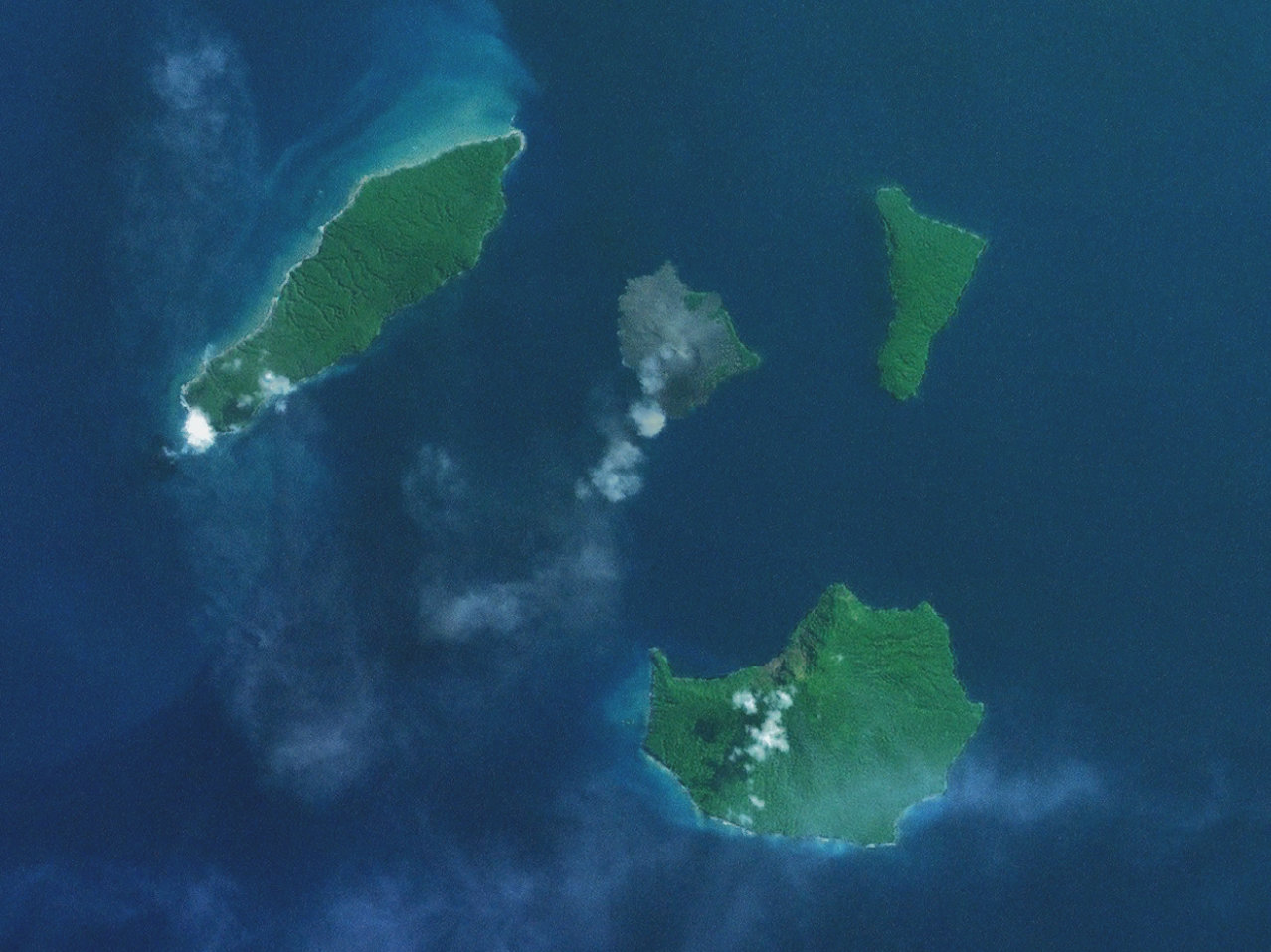
Анак-Кракатау. Вид из космоса

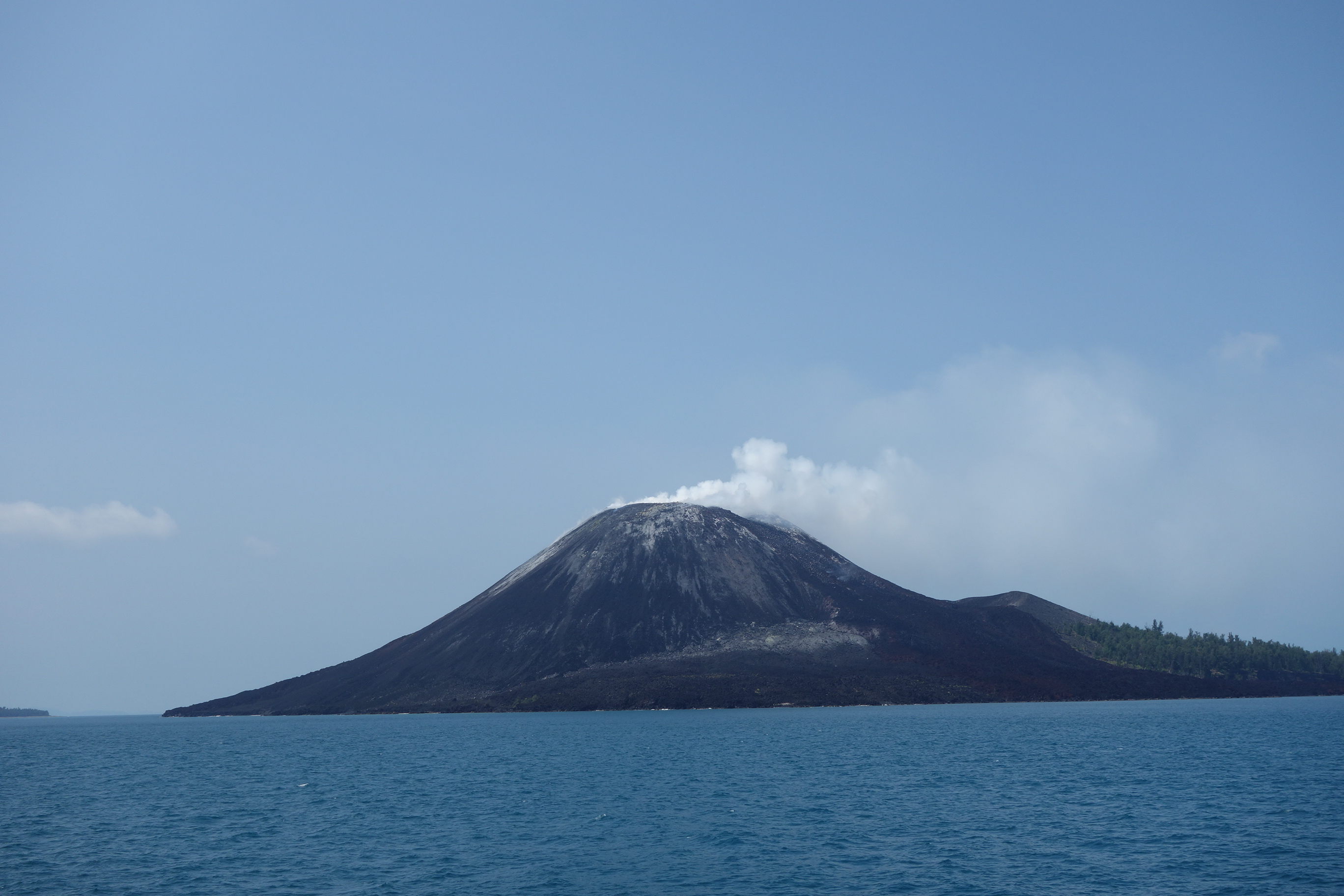
Вулкан Анак-Кракатау в октябре 2013 года продолжает извергать дым

Исследователь Вербеек в своём докладе об извержении Кракатау предсказал, что вскоре на месте разрушенного вулкана должен появиться новый вулкан. Это предсказание сбылось 29 декабря 1927 года, когда на этом месте произошло подводное извержение (ранее подобное событие в том же районе было зарегистрировано в июне 1927 года). Новый вулкан, названный Анак-Кракатау («Дитя Кракатау»), поднялся в центре трёх островов, составлявших когда-то вулкан Кракатау, и состоял из извергнутых вулканом пемзы и пепла, однако довольно быстро он был разрушен морем. В августе 1930 года, когда лавовые потоки из жерла вулкана изливались в большем количестве, чем море их разрушало, конус Анак-Кракатау поднялся над водой снова. Вулкан достигал 67 м в 1933 году и 138 м в 1950 году, но под влиянием океана несколько раз размывался между этими годами. Постепенно излившаяся лава заменила непрочный вулканический пепел и сделала новый конус более устойчивым к эрозии. В 1960 году новый конус достиг высоты 30 м, в 1977 году — 181 м.
Процесс рождения нового вулкана вызвал значительный интерес вулканологов и стал предметом широкого исследования.
К 2018 году диаметр кальдеры составлял около 4 км; в то время как высшая точка Кракатау оставалась на высоте 813 метров на острове Раката, высота кратера Анак-Кракатау составляла 338 м.

### Извержение 2018 года
22 декабря 2018 года на индонезийское побережье обрушилось цунами. Его причиной предположительно стал подводный оползень со склона Анак-Кракатау на участке площадью 64 гектара. В результате цунами в прибрежных провинциях Лампунг и Бантен погибли не менее 429 человек, пропали без вести более 150 человек, получили ранения различной степени тяжести более 1,4 тысячи человек и были вынуждены эвакуироваться и покинуть свои полностью или частично разрушенные стихией дома более 16 тысяч человек. К 27 декабря из-за извержения пепла, достигшего высоты в 7 километров, уровень тревоги был повышен до третьей степени, власти Индонезии объявили бесполётную зону в районе вулкана.
В результате серии извержений кратер вулкана разрушился, и на его месте образовалась небольшая бухта; высота вулкана уменьшилась на две трети, а площадь острова — вдвое; две трети объёма вулкана (около 150—170 миллионов кубических метров грунта и породы) исчезло.
Впоследствии было установлено, что причиной оползня не был взрыв вулкана, но наоборот, взрыв произошёл после оползня, который высвободил давление на магматическую систему. Сам оползень произошёл в результате долговременной нестабильности вулкана.

### Текущее состояние
Вулкан по-прежнему активен, небольшие извержения силой в 1-2 балла по Шкале вулканической активности происходят регулярно. Периоды спокойствия в несколько дней чередуются с почти непрерывными стромболианскими извержениями. Последнее извержение силой в 3 балла произошло 27 декабря 2018 года. Анак-Кракатау позволяет учёным со всего мира проводить различные исследования, связанные с вулканической активностью. Правительством Индонезии официально запрещено жителям селиться ближе 3 км от острова.
После серии извержений с мая 2021 года высота конуса Анак-Кракатау увеличилась и в ноябре 2022 года составляла 155 метров.